# Rijksbeschermd gezicht Utrecht - Zuilen-Elinkwijk
Gezicht Utrecht - Zuilen-Elinkwijk is een van rijkswege beschermd stadsgezicht in de buurt Elinkwijk in de wijk Zuilen in Utrecht in de Nederlandse provincie Utrecht. De procedure voor aanwijzing werd gestart op 23 september 2005. Het gebied is in 2013 definitief aangewezen.
Het beschermd gezicht beslaat een oppervlakte van 15,2 hectare en omvat (onder meer) de De Lessepsbuurt.
Panden die binnen een beschermd gezicht vallen krijgen niet automatisch de status van beschermd monument. Wel zal de gemeente het bestemmingsplan aanpassen om nieuwe ontwikkelingen in het gebied te reguleren. De gezichtsbescherming richt zich op de stedenbouwkundige en cultuurhistorische waardering van een gebied en wil het toekomstig functioneren daarvan veiligstellen.

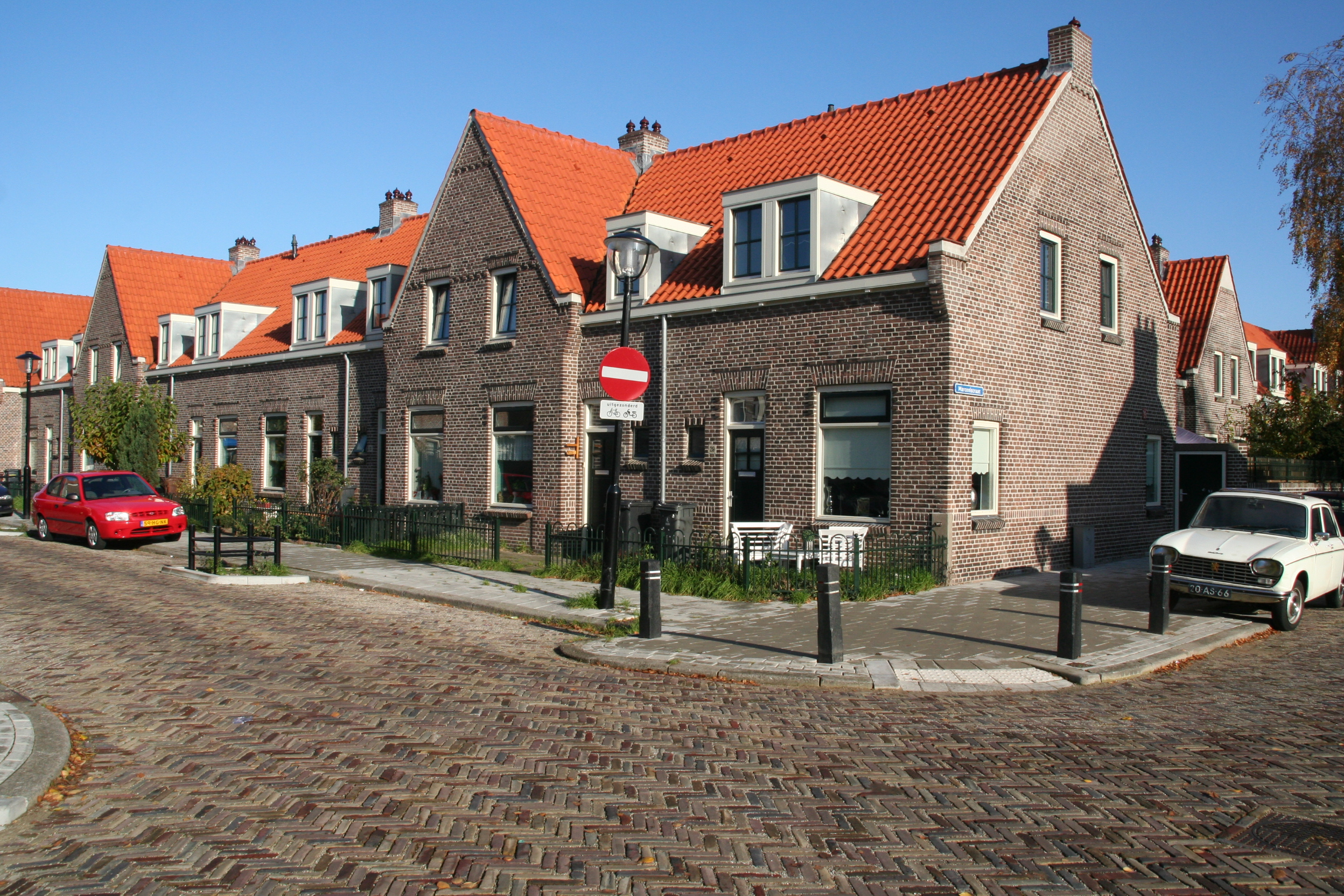
Marconistraat in de De Lessepsbuurt